# Аугсбургская фондовая биржа

Аугсбургская фондовая биржа (дом № 214) на исторической карте (первая баварская запись, между 1828 и 1864 годами)

Аугсбургская фондовая биржа была основана в 1540 году в результате торговой деятельности Фуггеров . Вместе с Нюрнбергской фондовой биржей это было первое учреждение такого рода в Германии. После слияния Мюнхенской и Аугсбургской фондовых бирж с образованием Баварской фондовой биржи, базирующейся в Мюнхене, которое было навязано национал-социалистами 1 января 1935 года, Аугсбургская фондовая биржа была закрыта.
С 1830 года Аугсбургская фондовая биржа располагалась в представительном здании прямо перед Аугсбургской ратушей, на Людвигсплац или начале Максимилианштрассе, где сегодня расположена Ратушная площадь. После окончания биржевых операций Рейхсское радиовещательное общество, среди прочих, использовал здание и 10 сентября 1937 года открыл там станцию с двумя студиями. 
Здание фондовой биржи сильно пострадало во время авианалета на Аугсбург в феврале 1944 года. Руины до первого этажа уже разобрали в 1949 году, а остатки здания убрали в начале 1960-х годов. После того, как планы Stadtsparkasse Augsburg построить новое здание штаб-квартиры на прежнем месте фондовой биржи провалились из-за протестов граждан в середине 1960-х годов, это место стало частью новой ратушной площади. Также снос здания биржи открыл обзор на ранее заблокированный западный фасад ратуши Аугсбурга. Канцляйгэссхен, бывшая дорога от Максимилианштрассе до Филиппине-Вельзер-штрассе, которая проходила между фондовой биржей и зданием муниципальной администрации, также стала частью ратушной площади после реконструкции.